# مرز آبی

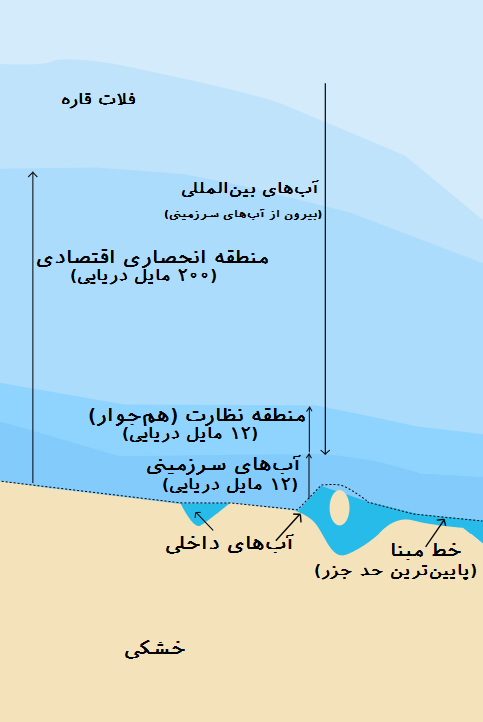
نقشه مناطق دریایی
از خط مبدأ به سمت ساحل: آب‌های داخلی
تا ۱۲ مایل دریایی دورتر از ساحل: آب‌های سرزمینی
۱۲ مایل دریایی دیگر پس از آن: منطقه همجوار
تا ۲۰۰ مایل دریایی دور از ساحل: منطقه انحصاری اقتصادی
فراتر از آب‌های سرزمینی: آب‌های آزاد

مرز آبی (انگلیسی: Maritime boundary) یا مرز دریایی به مرزی گفته می‌شود که که سرحدات دو کشور را در پهنه‌ای آبی مجاور با هم تعیین می‌کند.

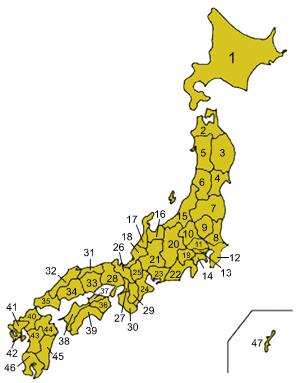
ژاپن کشوری با مرزهای دریایی

هر کشوری که به آبهای آزاد دسترسی دارد، دارای مرز دریایی است. مجمع الجزایرها مانند فیلیپین و برخی از کشورهای جزیره‌ای مانند ایسلند، صرفاً دارای مرز دریایی می‌باشند. از نظر حقوقی، قوانین حاکم بر آبهای ساحلی با قوانین حاکم بر خاک یک کشور متفاوت است. در بخشی از آبهای ساحلی که به آبهای سرزمینی معروفند و در داخل مرز دریایی هر کشور جای می‌گیرند، کلیه حقوق آبها و عمق دریاها متعلق به کشور مربوط بوده ولی حق عبور بی ضرر کشتی‌های سایر کشورها به رسمیت شناخته می‌شود. همچنین در بعضی مناطق دریایی مثل منطقه انحصاری-اقتصادی یا فلات قاره، کشور ساحلی تنها از بخشی از حقوق برخوردار است مانند استفاده از منابع زیر بستر دریا یا اکتشاف و استخراج نفت یا ماهیگیری در این مناطق کشتیرانی سایر کشورها آزاد است.
بر اساس مقررات حقوق بین‌الملل از جمله کنوانسیون سازمان ملل متحد دربارهٔ حقوق دریا و کنوانسیون ژنو راجع به دریای سرزمینی و منطقه نظارت، مرز دریای سرزمینی، معمولاً به خط فرضی ای گفته می‌شود که فاصله‌ای برابر با  12مایل دریایی معادل  22.22 کیلومتر (هر مایل دریایی معادل ۱۸۵۲ متر ) از خط مبدأ ساحل (یا خط مبدأ عادی  یعنی خط ساحل در پایین‌ترین حالت جزر در فصل بهار ) هر کشور دارد. این مرز برای منطقه نظارت ۲۴ مایل (44.44 کیلومتر) و برای مناطق فلات قاره و انحصاری اقتصادی ۲۰۰ مایل (370 کیلومتر)  است. خط مبدأ منیز شهرت دارد
اما در بسیاری از موارد تعیین حد جزر به دلیل پس و پیش بودن ساحل امکان‌پذیر نیست. به همین دلیل بسیاری از کشورها (مانند ایران، نروژ، چین و…) اقدام به ترسیم خطوط مبدأ مستقیم می‌کنند. در این روش بیشترین پیشروی ساحل  توسط خط مستقیم به هم  وصل می‌شوند، پس  آب‌های پشت خط مبدأ تحت نظام آب‌های داخلی آن کشور قرار می‌گیرند.
در بخشهایی از دریا که عرض دریا کمتر از حد لازم است، برای تعیین مرز دریای سرزمینی خط نصف کننده ، ملاک عمل خواهد بود. 
اما بر اساس بند ۱ مواد ۸۳ و ۷۴ کنوانسیون حقوق دریاها (مونته گو بی ۱۹۸۴) تحدید مرزها در مناطق انحصاری-اقتصادی و فلات قاره «اصل انصاف» است. همچنین در نزدیکی مرز خشکی دو کشور، خط عمود بر ساحل (خط میانه)، مرز دریایی دو کشور را تشکیل می‌دهد.